# Charles-Ange Laisant

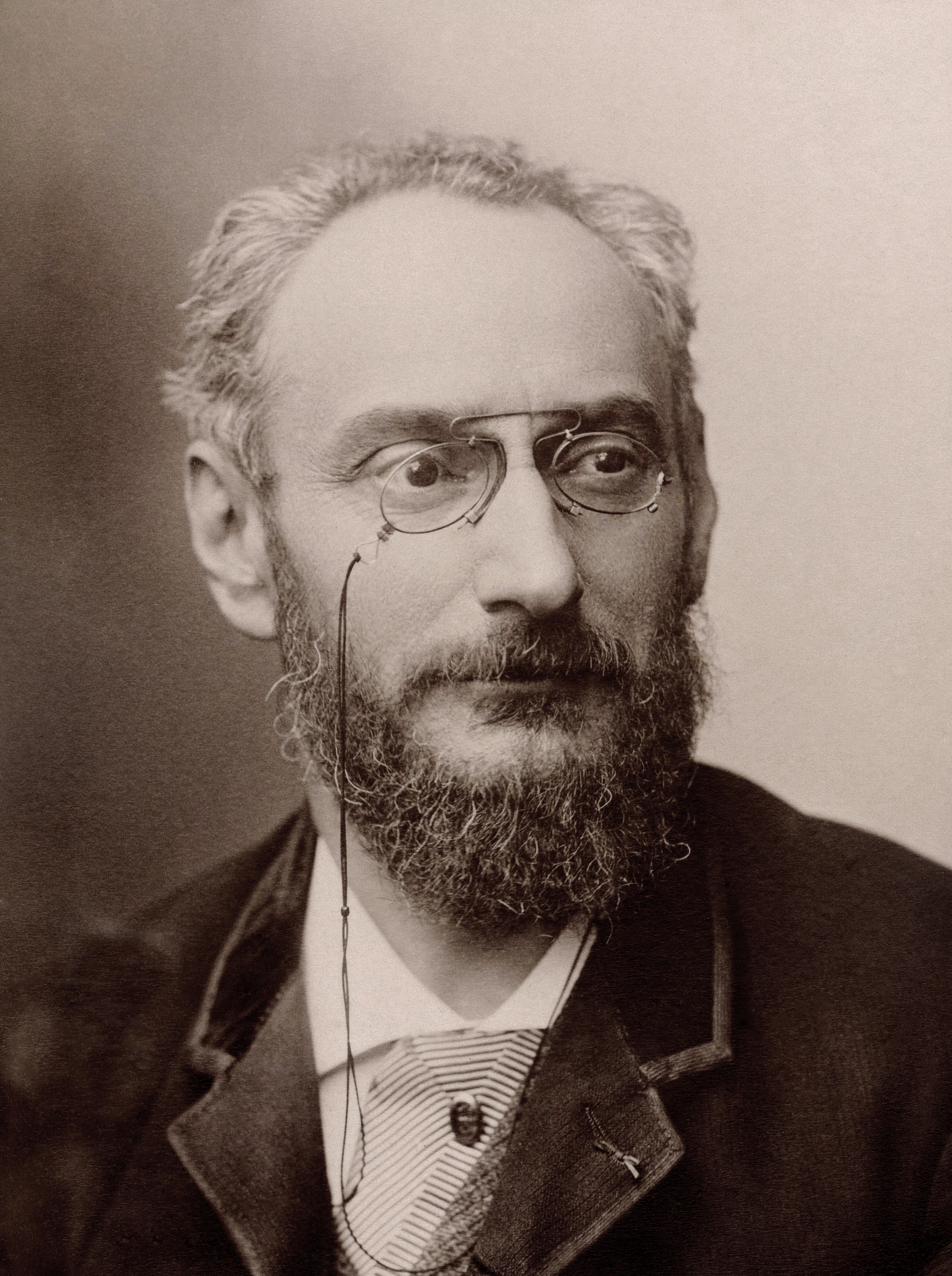
Charles-Ange Laisant

Charles-Ange Laisant (* 1. November 1841 in Indre bei Nantes; † 5. Mai 1920 in Asnières-sur-Seine) war ein französischer Politiker und Mathematiker.

## Leben
Laisant trat 1861 in die Polytechnische Schule ein und wurde, nachdem er seinen Kursus auf derselben beendet hatte, dem Geniekorps zugeteilt. 1870 Kapitän, wurde er während der Belagerung von Paris mit den Befestigungsarbeiten am Fort Issy beauftragt und in Dienstangelegenheiten nach Korsika und Algier geschickt.
Da er entschieden republikanisch gesinnt war und als Generalrat des Départements Loire-Inférieure die damalige monarchistische Regierung bekämpfte, nahm er 1876 seinen Abschied aus dem Militärdienst und ließ sich zu Nantes in die Deputiertenkammer wählen, in welcher er sich dem Republikanischen Verein anschloss; später gehörte er den Radikalen an. Während seiner gesamten 15-jährigen Abgeordnetenzeit zählte er zur extremen Linken. Er machte sich besonders durch seine mehrere Male abgelehnten, aber immer wiederholten Anträge auf Änderung des Militärgesetzes, auf Abschaffung der Einjährig-Freiwilligen und Herabsetzung der Dienstzeit von fünf auf drei Jahre bemerklich.
Auch als Mathematiker war Laisant aktiv und wurde 1877 an der Faculté des Sciences de Paris promoviert.  Ab 1879 war er Redakteur des Le Petit Parisien, in welchem er den französischen Kriegsminister Ernest Courtot de Cissey wegen dessen Affäre mit der angeblichen deutschen Spionin Lucie von Kaulla (1840–1891?) heftig angriff, weswegen er im November 1880 zu einer Geldstrafe verurteilt wurde.
Ab 1893 wurde er unter dem Einfluss seines Sohnes Albert (1873–1928) Anarchist und blieb es bis an sein Lebensende. In den Jahren vor dem Ersten Weltkrieg schrieb er Beiträge für die Zeitungen La Bataille syndicaliste, L‘école émancipée und L’idée libre. 1916 war Laisant Unterzeichner des Manifests der Sechzehn, das von Anarchisten aus der ganzen Welt initiiert worden war.
Laisant ist auf dem Friedhof Père-Lachaise in Paris in einem Urnengrab beigesetzt, in welchem auch die Urnen seines Sohnes Albert (militanter Anarchist und Dichter) sowie sein Enkel Charles (1911–1952) (militanter Anarcho-Syndikalist und Pazifist) beigegeben sind.

## Werke

### Mathematische Schriften
- Applications méchaniques du calcul des quaternions. Dissertationsschrift. Gauthiers-Villars, Paris 1877.
- Introduction à la méthode des quaternions. Gauthiers-Villars, Paris 1881.
- Théorie et applications des équipollences. Gauthiers-Villars, Paris 1887.
- Mit Élie Perrin: Applications de l'algèbre élémentaire à la géométrie. Paris 1897.
- La mathématique, philosophie, enseignement. George Carré et C. Naud, Paris 1898.

### Politische Schriften
- Pourquoi et comment je suis boulangiste. Paris 1887.
- L'Anarchie bourgeoise. Paris 1892.

### Sonstige
- L'éducation de demain. Paris 1913.